# 探偵 神宮寺三郎 KIND OF BLUE
『探偵 神宮寺三郎 KIND OF BLUE』（たんてい じんぐうじさぶろう カインド オブ ブルー）は、2004年4月22日にワークジャムから発売されたPlayStation 2用ゲームソフト。

## 概要
「探偵 神宮寺三郎シリーズ」の9作目に該当する作品である。タイトルは作品中にも登場するジャズの名盤とされるマイルス・デイビスのアルバム『カインド・オブ・ブルー』から。店頭初回購入特典としてプレミアムDVDが付属された。前作の『探偵 神宮寺三郎 Innocent Black』の説明書に今作の発売についてすでに記してあった。
本作は通常版のほか、ZIPPOと3枚組のピクチャーCD-Rを含むコナミスタイル限定版も発売されている。

## あらすじ
神宮寺事務所から洋子が去って4ヶ月。神宮寺は仕事もなく荒れた生活を過ごしていた。そのような日々のなか、明治組の今泉から若頭補佐、蒲生の身辺調査を依頼される。

## 登場人物
神宮寺 三郎（じんぐうじ さぶろう）
声 - 小杉十郎太
神宮寺探偵事務所所長。
御苑 洋子（みその ようこ）
声 - 折笠富美子
神宮寺探偵事務所ただ一人の助手。
熊野 参造（くまの さんぞう）
声 - 塚田正昭
新宿淀橋署警部。
三好 志保（みよし しほ）
新宿淀橋署鑑識官。
小林 勇介（こばやし ゆうすけ）
新宿淀橋署警部補。
今泉 直久（いまいずみ なおひさ）
声 - 岸祐二
関東明治組若頭。
風林 豪造（ふうりん ごうぞう）
関東明治組組長。
水野 俊作（みずの しゅんさく）
天沼 かすみ（あまぬま かすみ）
神宮寺の行きつけである「バーかすみ」のオーナー。
天沼 まなみ（あまぬま まなみ）
かすみの妹で「バーかすみ」の店員。
日比野 藍子
声 - 高森奈緒
エディの孫でライフボートに勤める。
崔 和雄
ライフボートの主催者。
薮中 健一
声 - 阪口周平
ライフボートのクライアント。元は暴走族の総長。
周 耀明
声 - 小上裕通
クライアント。ツアーコンダクターで生計を立てている。
雑賀 元晴
声 - 大橋隆昌
クライアント。交通誘導員。
高品 輝夫
声 - 樫井笙人
クライアント。元プロボクサーだが現在は殴られ屋。
麻生 恵美子
声 - 田上由希子
クライアント。元宝石販売員。
江戸 正国
SO-WHAT のリーダーでエディと呼ばれているが現在、意識不明。
朝比奈 漣
新宿中央公園でトランペットを吹くホームレス。
蒲生 勝
明治組の若頭補佐。最近、出所した。
鳥羽 克臣
声 - 大川透
秘密組織「蒼ざめた馬」を組織するジャズの愛好家。
青山 直輝
中学生の天才ハッカー。
富樫 之彦
声 - 浜田賢二
神宮寺の周辺に現れる謎の男。
九鬼 保孝
声 - 楠見尚己
組織犯罪対策本部長。階級は警視。
花田 勘吉
『探偵 神宮寺三郎 時の過ぎゆくままに…』でも登場したガラン堂の店主。

## 本編の特徴
- シリーズ共通のコマンド選択方式。本編の新しい試みとして、捜査に必要な物品の購入が可能になる「お金システム」が導入された。
- キャラクターデザインが寺田克也から杉浦善夫が担当したため洋子などキャラクターの画風が大きく変わっている。
- 本編からパスワード入力の描写がタイプライターに打ち込む方式となった。
- 事件発生から解決する時期が6月の梅雨にあたり、ほとんどのシーンが雨天もしくは曇天である。晴天はエンディングのみである。

## 本編で登場するジャズ
各章のタイトルが実存するジャズに関連するものである。
- ROUND MIDNIGHT  - ジャズ映画だがタイトルはマイルスの『ラウンド・アバウト・ミッドナイト』から。
- MISTY - ジョニー・マティスがヒットさせた曲。
- MY FUNNY VALENTINE - マイルスの名盤
- BAGS GROOVE - マイルスの名盤
- I CANT GET STARTED
- TAKE THE A TRAIN - ジャズのスタンダード
- STRAIGHT NO CHASER  - ジャズ映画
- WHEN SUNNY GETS BLUE

## 主題歌
- エンディングテーマ「BLUE, OVER THE BLUE」
  - 作詞：喜也／英訳：上条貴史／作曲：喜也、馳見 'Ace' 大地／編曲：馳見 'Ace' 大地

## スタッフ
原画
- 寺田克也 - オリジナルキャラクターデザイン
- 高橋光 - キャラクターデザイン、作画
- 杉浦善夫 - キャラクターデザイン、作画
- 宮下隼一（株式会社フラグシップ） - シナリオ
- 金沢弘哲（株式会社フラグシップ） - シナリオ
- 小林那由（株式会社フラグシップ） - シナリオワークアシスタント
- 竹本拓穂（株式会社フラグシップ） - シナリオプロデューサー

企画
- 西山英一 - 企画、原案、プロデューサー
- 金子みつえ - 企画、スクリプト
- 加藤孝 - 企画、スクリプト
- 大岸秀典 - 企画、スクリプト
- 中島良 - 企画、スクリプト

プログラム
- 塩野祐一 - メインプログラム
- 前田亨 - システムプログラム

グラフィック
- 坂本栄美 - キャラクター
- 石井清香 - キャラクター
- 石川浩一 - システム
- 花山とおる - 演出
- 宇部誠 - 背景
- 三好志保 - 謎の事件簿
- ナカムラアキヨシ - 撮影

演出
- 西川聡（株式会社ブロックス） - 映像プロデューサー
- 家永浩輔 - ディレクター
- 星野満（株式会社ブロックス） -　プロダクションマネージャー
- 土田淳一（有限会社サムライJ） - カメラマン
- 斉藤英幸（有限会社サムライJ） - ビデオエンジニア

サウンド
- 馳見 'Ace' 大地 - サウンドプロデューサー、作曲、編曲
- 中道勝彦 - 作曲、編曲

ミュージシャン
- 馳見 'Ace' 大地 - キーボード、エレクトリックベース、アップライトベース
- 中道勝彦 - ピアノ、キーボード
- 酒井聡行 - ソプラノ・サクソフォーン、アルト・サクソフォーン、テナー・サクソフォーン
- 上石統 - トランペット、フリューゲルホルン
- 喜也 - ボーカル、ボイス
- スゥイング・バンブー・スタジオ - レコーディングスタジオ
- 鈴木正人 - レコーディング・エンジニア

音響制作
- 堀口比呂志（ツーファイブ） - ディレクター
- 松木仁美（ツーファイブ） - 声優コーディネート、ディレクション
- 安藤徳哉（アバコクリエイティブスタジオ） - 音声収録
- 金子裕一（アバコクリエイティブスタジオ） - 音声収録
- アバコクリエイティブスタジオ - 音声収録スタジオ
- 伊藤克己（スワラ・プロ） - 音響効果
- 平尾隆昌（ツーファイブ） - 音響効果
- 中野陽子（スリーエス） - 編集、マスタリング
- 後藤史子（スリーエス） - 編集、マスタリング
- スリーエススタジオ - マスタリングスタジオ
- 山口孝 - エグゼクティブ・プロデューサー

## 関連商品
サウンドトラック
- 『KIND OF BLUE』馳見ﾞAce゛大地 2004年

攻略本
- 『KIND OF BLUE 公式パーフェクトガイド』エンタティメント編集部 2004年
- 『探偵 神宮寺三郎 KIND OF BLUE ガイドブック』ソニーマガジンズ 2004年